# Arrabidaea patellifera
Arrabidaea patellifera är en katalpaväxtart som först beskrevs av Diederich Franz Leonhard von Schlechtendal, och fick sitt nu gällande namn av Noel Yvri Sandwith. Arrabidaea patellifera ingår i släktet Arrabidaea och familjen katalpaväxter. Inga underarter finns listade i Catalogue of Life.